# Дієго Баррето
Дієго Баррето (ісп. Diego Barreto; 16 липня 1981, Ламбаре, Парагвай) — парагвайський футболіст, воротар «Серро Портеньйо» та збірної Парагваю. Учасник та срібний медаліст літніх Олімпійських ігор 2004, брав участь в чемпіонаті світу з футболу 2010 року.

## Кар'єра

### Клубна
Баретто почав професійну футбольну кар'єру в 2004 році в парагавайському клубі «Серро Портеньо». У 2007 році недовгий час був гравцем аргентинського клубу «Ньюеллс Олд Бойз», в якому так і не провів жодного матчу. У січні 2008 року повернувся назад в Парагавай, де знову підписав контракт з клубом «Серро Портеньо». У 2008 році провів місяць у швейцарському клубі «Локарно», зігравши єдиний матч проти команди «Лугано», в якому пропустив 4 м'ячі.

### У збірній
У складі збірної парагаваю на літніх Олімпійських іграх 2004 року в Афінах виборов срібну медаль.

## Титули і досягнення
- Срібний олімпійський призер: 2004
- Срібний призер Кубка Америки: 2011